# Mariano Medrano y Cabrera
Mariano Medrano y Cabrera (ur. 8 września 1767 w Buenos Aires, zm. 7 kwietnia 1851 tamże) – argentyński duchowny rzymskokatolicki, pierwszy biskup Buenos Aires mianowany po uzyskaniu przez Argentynę niepodległości.

## Życiorys

### Młodość i prezbiteriat
Studiował w Córdobie, gdzie w 1788 zdobył dyplom z filozofii, a następnie na Uniwersytecie św. Franciszka Ksawerego w Chuquisaca, gdzie uzyskał tytuły doktora teologii i obojga praw. Po skończeniu studiów powrócił do Buenos Aires, gdzie 17 grudnia 1791 otrzymał święcenia prezbiteriatu i został kapłanem diecezji Buenos Aires.
Pracował jako wykładowca filozofii oraz duszpasterz. Jako filozof opierał się na scholastyce, a szczególnie promował myśl Franciszka Suáreza. W 1808 został proboszczem parafii Nuestra Señora de la Piedad w Buenos Aires, który to urząd sprawował do wyboru na biskupa. Podczas rewolucji majowej w 1810 poparł antyhiszpańskie wystąpienia.
7 czerwca 1822 został mianowany wikariuszem kapitulnym wakującej od 1812 diecezji Buenos Aires. Na tym stanowisku ostro sprzeciwił się polityce ministra Bernardino Rivadaviego, zwanej reformą kościelną, która ograniczała wolność Kościoła, podkreślając brak możliwości interwencji władzy cywilnej w reformowanie Kościoła. 14 października 1822 kapituła pod naciskiem rządu odwołała ks. Medrano y Cabrera z funkcji wikariusza kapitulnego.
Wieści o okolicznościach odwołania ks. Medrano y Cabrery dotarły do wysłannika papieskiego, bp Muzziego, który miał za zadanie zbadanie położenia Kościoła w postkolonialnej Ameryce Łacińskiej, gdy w 1824 odwiedził Buenos Aires. 5 lutego 1825 bp Muzzi mianował ks. Medrano y Cabrerę delegatem apostolskim Río de la Plata (stanowisko to zostało utworzone specjalne w celu zaradzenia problemom jakie narosły od śmierci ostatniego biskupa Buenos Aires w 1812 i braku możliwości mianowania jego następcy w obliczu antyklerykalnych rządów). Ks. Medrano y Cabrera otrzymał wszystkie prerogatywy przysługujące administratorowi wakującej diecezji.

### Episkopat
Po częściowej zmianie polityki rządu wobec Kościoła i prośbie o mianowanie biskupa, którą wysłał do Watykanu gubernator Buenos Aires Juan José Viamonte, 7 października 1829 papież Pius VIII mianował ks. Medrano y Cabrerę wikariuszem (administratorem) apostolskim Buenos Aires oraz biskupem in partibus infidelium aulońskim. 26 września 1830 w Rio de Janeiro przyjął sakrę biskupią z rąk nuncjusza apostolskiego w Brazylii abpa Pietro Ostiniego. Współkonsekratorem był bp Antônio da Arrábida OFMRef.
Objęcie władzy przez nowego biskupa napotkało przeszkody ze strony niektórych członków rządu. Ostatecznie gubernator Juan Manuel de Rosas 12 sierpnia 1831 zezwolił mu na wykonywanie posługi biskupiej.
2 lipca 1832 papież Grzegorz XVI mianował go biskupem Buenos Aires, co rząd uznał dopiero 25 maja 1834.
Diecezja za jego pontyfikatu była w trudnym położeniu, ze względu na antyklerykalne działania rządu i niewielką liczbę kapłanów. Biskup Medrano y Cabrera wznowił wizyty biskupie w parafiach, które ostatni raz miały miejsce w 1804, jednak ograniczenia narzucone przez rząd, jak i podeszły wiek purpurata, spowodowały, że miały one ograniczony rozmiar. Bez pozytywnego rezultatu zabiegał o zezwolenie na wznowienie działalności seminarium duchownego.
Urząd biskupa Buenos Aires pełnił do śmierci 7 kwietnia 1851.